# 玛丽-马德莱娜·拉舍奈
玛丽-马德莱娜·拉舍奈（法语：Marie-Madeleine Lachenais，1778年-1843年7月22日)，是海地事實上的女政治家，她是總統阿歷山大·佩蒂翁的夫人和讓-皮埃爾·布瓦耶的政治顧問，並在其總統任期發揮對國家的事務顯著影響，她被稱為“兩位總統的總統”，並認為是在海地歷史上引進婦女選舉權之前最有權勢的女人。

## 生平
玛丽-马德莱娜·拉舍奈是玛丽·泰蕾兹·法布尔（Marie Thérèse Fabre）与法國上校德·拉舍奈（de Lachenais）的女兒，她與佩蒂翁有兩個女兒。在1807年佩蒂翁擔住總統後出任他的顧問，並在她影嚮下任命布瓦耶為後繼者。
讓-皮埃爾·布瓦耶在1818年出任總統後，她充當布瓦耶夫人和政治顧問，並和他有一女兒阿兹玛（Azema），在1838年當布瓦耶考慮下台時她說服他繼續留任，共避免了政變計劃。
布瓦耶在1843年下台後，拉舍奈和她的女兒隨布瓦耶流亡牙買加，據報導布瓦耶娶了她，或者已經有計劃和她結婚，她在抵達牙買加京斯敦後不久逝世。